# Philipp Heinrich Bürgy
Philipp Heinrich Bürgy (* 30. März 1759 in Nieder-Florstadt; † 1. März 1824 in Dornholzhausen) war der zweite Sohn des Orgelbauers Johann Conrad Bürgy.

## Leben
Bürgy wurde 1759 in Nieder-Florstadt geboren. Nach dem Tod seines Vaters im Jahre 1792 führte er dessen Orgelbautradition fort. Gemeinsam mit seinen Brüdern, u. a. Johann Georg Bürgy, errichtete er unter der Firma Gebrüder Bürgy einige wertvolle Orgeln im Raum Mittelhessen, die teilweise noch heute erhalten sind. Im Jahr 1812 zog Philipp Heinrich Bürgy nach Dornholzhausen und betrieb die Werkstatt von dort weiter.

## Werke (Auswahl)
| Jahr      | Ort                          | Gebäude                | Bild                             | Manuale | Register | Bemerkungen |
| --------- | ---------------------------- | ---------------------- | -------------------------------- | ------- | -------- | --- |
| 1789–1793 | Oberursel (Taunus)           | St. Ursula             | Innenansicht St. Ursula          | II/P    | 21       | Vollendung der Orgel von Johann Conrad Bürgy; 1923 durch Orgel von Klais ersetzt; 1960 Neubau von Förster & Nicolaus; Prospekt erhalten                                      |
| 1790er    | Langgöns-Oberkleen           | St. Michaelis          |                                  | I/P     | 10       | Vollendung des Neubaus von Johann Conrad Bürgy; später um zwei Register auf I/P/12 erweitert, weitgehend erhalten                                                            |
| 1799      | Weiskirchen                  | Katholische Kirche     |                                  |         |          | |
| 1800      | Büdingen                     | Stadtkirche St. Marien |                                  | I/P     | 14       | [ 3 ] |
| 1802      | Büdingen                     | Ev.-luth. Kirche       |                                  | I/P     | 15       | zusammen mit Johann Georg; 1830 nach Hitzkirchen verkauft und dort bis 1978, heute im Orgel Art Museum; weitgehend erhalten                                                  |
| 1803      | Wetzlar                      | Franziskanerkirche     | Orgel Franziskanerkirche Wetzlar | II/P    | 24       | → Orgel der Franziskanerkirche (Wetzlar) |
| 1803      | Bleichenbach                 | Ev. Kirche             |                                  | I/P     | 15       | zusammen mit Johann Georg; 1876 durch Ratzmann Spieltisch verlegt und neue Traktur, zwei Register ersetzt; später gingen zwei weitere Register verloren; weitgehend erhalten |
| 1804–1806 | Windecken                    | Stiftskirche Windecken |                                  | I/P     |          | Neubau zusammen mit seinem Bruder für 1500 Gulden; 1865 um zweites Manual erweitert und auf die Westempore umgesetzt; 1895 durch Ratzmann ersetzt                            |
| 1805–1806 | Groß-Karben                  | Evangelische Kirche    | Orgel ev. Kirche Groß-Karben     | I/P     | 12       | Im Zopfstil; 1889 und 1951 Umdisponierungen; weitgehend erhalten |
| 1808      | Leun                         | Evangelische Kirche    |                                  | I/P     | 13       | → Orgel der evangelischen Kirche Leun |
| 1811      | Günterod                     | Evangelische Kirche    |                                  | I/P     | 9        | zusammen mit Johann Georg; 1912 durch Eichhorn umgebaut, 1954 durch Eppstein restauriert, 1973/1974 durch Gerald Woehl abgebrochen und ersetzt                               |
| 1812      | Ortenberg-Bergheim           | Evangelische Kirche    |                                  | I/P     |          | 1924 ersetzt; Prospekt erhalten |
| 1814      | Dornholzhausen (Bad Homburg) | Waldenserkirche        |                                  | I/P     | 8        | 1899 verkauft |
| 1816      | Schupbach                    | Ev. Pfarrkirche        |                                  | I/P     | 13       | 1923 ersetzt; Prospekt erhalten |